# Гідравлічний розтискач-різак
Гідравлічний розтискач-різак
Комбінований інструмент (розтискачі-різаки) є універсальним аварійно-рятувальним інструментом, який поєднує у собі функції розтискача (спредера) та різака (ножиць). Проте, з причини поєднання цих функцій, знижуються технічні характеристики комбінованого інструменту. Так само, як і в випадку з розтискачами, разом з цим обладнанням може використовуватись тягове приладдя та різноманітні насадки. 
В залежності від конструктивних рішень заводів-виготовників, загальне будова розтискачів-різаків може несуттєво відрізнятись. Проте, як правило, комбінований інструмент складається з гідроприводу та ріжучого вузла. Корпус різака закритий захисним кожухом, до якого кріпиться ручка.
Гідропривод складається з гідроциліндру зі штоком, керуючого клапана та напірного і зворотного шлангів. 
Ріжучий вузол складається з двох важелів та щоки, шарнірно з'єднаних між собою. На вільних кінцях важелів установлюються ріжучі губки. На кінцях ріжучих губок встановлюються змінні наконечники.

 
Гідравлічний розтискач-різак

1 – рукоятка; 
2 – напірний шланг; 
3 – зворотний шланг; 
4 – керуючий клапан; 
5 – гідроциліндр приводу; 
6 – переносна ручка; 
7 – захисний кожух; 
8 – щока; 
9 – важіль; 
10 – ріжучі губки; 
11 – наконечник